# Der Überfall (2000)
Der Überfall ist ein österreichischer Spielfilm aus dem Jahr 2000. Ein Überfall auf eine Schneiderei artet zu einem perfiden Machtkampf zwischen dem Räuber und dem Schneider sowie einem zufällig anwesenden Kunden aus.

## Handlung
Andreas Berger (Roland Düringer) ist geschieden und arbeitslos. Finanziell steht er vor einer hoffnungslosen Situation: Er kann weder die Alimente an seine Ex-Frau zahlen, noch seinem Sohn ein Geburtstagsgeschenk kaufen. In seiner Not überfällt er als Clown verkleidet an einem Samstagmorgen eine Mondo-Filiale. Als er die Waffe ziehen will, bekommt er jedoch Panik und flüchtet in eine kleine, altmodisch wirkende Schneiderei neben dem Supermarkt. Dort trifft er auf den Inhaber, Josef Böckel (Joachim Bißmeier), den er mit gezogener Waffe bedroht. Im Nebenraum sitzt ein Kunde, Werner Kopper (Josef Hader), ein herzkranker Hypochonder, der zunächst glaubt, er könne unentdeckt bleiben.
Doch der Räuber kann mit der mickrigen Beute von einigen hundert Schilling nicht fliehen – vor der Schneiderei hat sich ein Aufgebot der Polizei postiert. Zufällig ist gerade die Mondo-Filiale gegenüber überfallen worden. Berger nimmt an, die Beamten seien seinetwegen gekommen und beschließt, vorerst mit seinen beiden Geiseln in der Schneiderei zu bleiben.
Bald wird klar, dass Berger mit der Situation völlig überfordert ist. Er ist alles andere als der harte Kerl, den er darzustellen versucht. Gerade mit dem kränklichen Kunden Herrn Kopper (der wegen einer Herzkrankheit mehrmals Atemnot-Anfälle erleidet) scheint er großes Verständnis und Mitleid zu haben. So kann er ihm auch den Wunsch nicht abschlagen, ihn loszubinden. Doch die Geiseln sind nicht fähig, zusammenzuarbeiten – sie scheinen sich nach ihrer langjährigen Geschäftsbeziehung abgrundtief zu hassen. Während Berger auf der Suche nach mehr Geld ist, fordert der gefesselte Böckel seinen Kunden auf, mit dem Handy die Polizei zu rufen. Doch dieser lügt und behauptet, der Akku sei leer. Als das Handy später läutet, erkennt Böckel die Lüge. Als plötzlich eine junge Frau vor der Tür steht und in die Schneiderei will, erzählt Kopper, der alte Schneider Böckel würde sich Prostituierte ins Geschäft kommen lassen. Zunehmend verhöhnen sich die beiden Geiseln gegenseitig.
Als Berger nach langem Bitten auch den Schneider von seinen Fesseln befreit, stürzt sich dieser auf ihn und schlägt ihn fast bewusstlos. Da greift die zweite Geisel ein – Kopper nimmt die Pistole und bedroht den Schneider. Den Räuber fordert er auf, schnell mit dem Geld zu verschwinden. Die Rache des Schneiders an Kopper: Er versucht Berger gegen Kopper aufzuhetzen; dieser habe viel Geld bei sich. Tatsächlich übergibt Kopper dem Räuber einen kleinen Betrag, weist aber darauf hin, dass er das Geld ohnehin beim Schneider Böckel ausgegeben hätte – dass Berger das Geld also eigentlich von Böckel stehle.
Als die Polizei endlich vom gegenüberliegenden Haus abzieht, könnte der Räuber die Schneiderei eigentlich verlassen. Nach zahlreichen Streitereien und Solidarisierungen zwischen den dreien, nach einem Handgemenge und Kämpfen um die Schusswaffe, die mehrmals den Besitzer gewechselt hat, kommt nur der Vogel des Schneiders zu Tode und wird von diesem schließlich ins Ofenfeuer geworfen. Die Zeit ist fortgeschritten und Berger denkt an seinen Sohn, denn er hat versprochen, ihn rechtzeitig vom Kindergarten abzuholen. Er will sich freundlich von seinen beiden Geiseln verabschieden und wünscht ihnen alles Gute.
Doch die Geiseln wollen sich inzwischen gegenseitig nur noch mehr schaden: Kopper fordert den Räuber auf, gemeinsam mit Böckel zur Bank zu gehen und Geld vom Konto des Schneiders abzuheben. Berger lässt sich dazu überreden und zwingt Böckel, mit ihm zur Bank zu gehen, während Kopper in der Schneiderei warten soll.
Während Böckel sich am Bankschalter 5000 Schilling auszahlen lässt, steht der Räuber mit roter Perücke und einer Faschingsbrille auf dem Gesicht hinter ihm. Er trägt den langen schwarzen Mantel von Kopper, den ihm dieser für den Gang zur Bank geliehen hat. Als das Handy von Kopper im Mantel läutet, wird Berger nervös. Offenbar bemerkt nun auch das Kind einer Bankkundin, dass er eine Pistole in der Hand hält. Berger bekommt Panik, zieht die Waffe, ruft „Überfall!“ und flüchtet mit weit mehr Geld als den 5000 Schilling aus der Bank. Vor der Bank kommt es zu einem Handgemenge zwischen Berger und Böckel, wobei es diesem gelingt den größten Teil des Geldes selbst einzustecken. Berger gerät in Panik, da sie zu viel Aufmerksamkeit auf sich ziehen und gibt sich mit einem Teil des Geldes zufrieden und flüchtet.
Er kehrt alleine zur Schneiderei zurück, um Kopper seinen Mantel wiederzugeben. Die beiden verabschieden sich voneinander und Kopper überreicht Berger noch den Roboter, das Geburtstagsgeschenk für Koppers Sohn, das er in der Zwischenzeit repariert hat. Danach spaziert Kopper in der Dämmerung durch die Straßen. Als er in seinem Mantel die Perücke und die Faschingsbrille des Räubers findet, setzt er die Perücke als Schutz gegen die Kälte auf. Als er durch Zufall an der gerade überfallenen Bank vorbeikommt, halten ihn Polizisten für den Räuber und bedrohen ihn. Kopper bekommt Atemnot, greift in seine Tasche, um sein Asthma-Spray zu suchen. Ein Polizist glaubt, er wolle eine Pistole aus der Tasche ziehen, und erschießt ihn.
Böckel kann die Polizisten überzeugen, dass es sich bei dem toten Kopper um den Bankräuber handelt. Berger jedoch entkommt und kann sich mit seiner Ex-Frau und seinem Sohn treffen, der sich schon auf seinen Geburtstag freut und den Roboter als Geschenk bekommt.

## Hintergrund
Ein Großteil des Films spielt in nur einem Zimmer – dem Arbeitsraum der Schneiderei. Regisseur Flicker hat seinen Film so beschrieben: „Je länger der Nachmittag dauert, umso instinktiver, umso irrationaler handeln die drei, in brutalen wie in liebevollen Momenten. Jeder von ihnen ist in seiner Hilflosigkeit und Sturheit eine Tragödie in sich.“

## Kritiken
Die österreichische Zeitung Kurier schrieb in einer Rezension am 28. September 2000 (Seite 37): „Das doppelbödige Falsche erweist sich im Wienerischen oft gewinnbringender als sechs Richtige. Die falsche Freundlichkeit. Die falsche Bescheidenheit. Der falsche Zeitpunkt am falschen Ort. In diesem Triumph dreier grandioser Tragikomiker – Roland Düringer, Josef Hader, Joachim Bißmeier – sind diese Falschheiten ebenso ein- wie niederträchtig auf engstem Raum versammelt.“
Die Wiener Zeitung (28. September 2000, Seite 9) nannte den Film ein „künstlerisches Wunder“: „Zwei Kabarettisten und ein Schauspieler vereinten sich zu einer grandiosen Teamleistung. Und sind dabei auch noch jeder für sich darstellerisch atemberaubend. Ein österreichischer Film von – in jeder Beziehung – bester Qualität.“
Die Neue Zürcher Zeitung schrieb am 23. März 2001 (S. 68): „Es wird geschrien, geheult, gespuckt und gehustet, gewürgt, gekotzt und geblutet, dass es eine Art hat. Und die Kamera schwankt dabei in fast schon vorauseilendem Gehorsam durch den engen Raum, alle Bewegungen und auch alle hervorbrechenden Gefühle einfangend, so gnadenlos, wie das eben nur ein Kameraauge kann.“
Die Frankfurter Allgemeine Zeitung nannte den Film am 23. Januar 2001 (S. 47) ein „irrwitziges Kammerspiel. Die Zwangsgemeinschaft, die da durch fatale Umstände bei einem Raubüberfall Täter und Opfer verbindet, fördert komisch ambivalente Spontanreaktionen zutage, die eine lange Vorgeschichte verraten.“
„Spätestens seit Thomas Bernhard ist es eine lieb gewordene verhaßte Tradition der Österreicher, den eigenen Charakter auf den Seziertisch zu legen – und ein wenig so zu tun, als gehörte man selbst gar nicht dazu. Genauso läuft es auch im Schneideratelier, wo die drei Zufallskontrahenten gnadenlos in den Wunden der anderen bohren, ohne zu merken, dass sie dabei selber auch bluten müssen.“ – Süddeutsche Zeitung, 17. November 2001
„A truly sardonic psycho-chamber-dramedy in Cinemascope, „Hold Up“ provided Austria's top box-office draw, stand-up comedian Roland Düringer, with an unusually rich part. It also gave Flicker, formerly a director of modest auteur films, the chance of a lifetime: looks like he has a massive hit, while his sense of honor remains intact.“ – Film Comment

## Auszeichnungen
- Der Film war im Jahr 2000 Wettbewerbsbeitrag beim Internationalen Filmfestival von Locarno und wurde dort mit dem Bronzenen Leoparden ausgezeichnet.[2]
- Er erhielt im Jahr 2001 beim Filmfestival Max Ophüls Preis den Sonderpreis des saarländischen Ministerpräsidenten.[3]
- Großer Diagonale-Preis als bester österreichischer Kinofilm 2000
- Lady Harimaguada de Plata auf dem Festival Internacional de Cine de Las Palmas de Gran Canaria 2001: 2. Preis, Kategorie Bester Spielfilm
- Premio al Mejor Dirección de Fotografía auf dem Festival Internacional de Cine de Las Palmas de Gran Canaria 2001
- Drehbuchpreis der Stadt Salzburg 1995